# 아람산 (용인)
아람산은 대한민국 경기도 용인시 기흥구 서천동에 위치한 산이다. 아람산이란 이름은, 가을깨에 밤나무에 밤이 많이 영글어 있는 나무가 많다는 대에서 이름 붙여졌다. 아람산의 위쪽엔 청명산이 있고 아래쪽엔 매미산이 위치해 있다.
경희대학교 국제캠퍼스가 인접해 있고, 신갈저수지가 공원화되면서 청명산, 매미산과 더불어 도시 주민들의 각광받는 휴양지이다.

## 같이 보기
- 한국의 산
- 매미산
- 청명산 (수원/용인)
- 향수산 (경기)